# Kromsporig wasbekertje
Het kromsporig wasbekertje (Orbilia auricolor) is een schimmel behorend tot de familie Orbiliaceae. Het komt voor in loofbossen. Het leeft saprotroof in groepjes op dood, vochtig, rottend hout. 

## Kenmerken
De kleine, gelatineachtige, schotelvormige vruchtlichamen hebben een diameter van 0,5 tot 1,5 mm. Ze leven steelloos op het substraat.

## Verspreiding
Het kromsporig wasbekertje komt met name voor in Europa, maar ook sporadisch hierbuiten voorkomen. In Nederland komt het vrij algemeen voor.